# Valea Nagar
Nagar (în urdu نگر) este o vale aflată lângă valea Gilgit, în regiunea Gilgit Baltistan din Pakistan.

## Văi aflate în apropiere
- Valea Hunza
- Valea Gilgit
- Valea Naltar
- Valea Shigar